# 悪ガキッ①
『悪ガキッ①』（わるガキッ いち）は、スマイレージの1枚目のオリジナルアルバム。2010年12月8日にアップフロントワークス（hachamaレーベル）から発売された。

## 概要
インディーズ時代も含めた発売時までのシングルが全て収録されている。福田花音は「これまでのシングル曲も全部入っていて、ベストアルバムになっている」と述べている。
初回生産限定盤と通常盤の2形態で発売。初回生産限定盤にはDVDが付属。購入者対象の抽選イベントへの応募に使用するシリアルナンバーカードが全種に封入されている（通常盤は初回プレス分のみ）。イベント「感謝祭2010〜スマイルプレゼント(*^_^*)〜」は12月19日・23日にパシフィックヘブンにて行われた。

## 収録曲
1. 同じ時給で働く友達の美人ママ
  - 作詞・作曲: つんく、編曲: 山崎淳
  - メジャー3rdシングル
2. 踊ろうよ
  - 作詞・作曲: つんく、Rap詞: U.M.E.D.Y.、編曲: 藤澤慶昌
3. 女ばかりの日曜日
  - 作詞・作曲: つんく、編曲: 鈴木俊介
4. 夢見る 15歳
  - 作詞・作曲: つんく、編曲: 平田祥一郎
  - メジャーデビューシングル・第52回日本レコード大賞最優秀新人賞受賞曲
5. シューティングスター
  - 作詞・作曲: つんく、編曲: 湯浅公一
6. ○○ がんばらなくてもええねんで!!
  - 作詞・作曲: つんく、編曲: 高橋諭一
  - メジャー2ndシングル
7. スキちゃん
  - 作詞・作曲: つんく、編曲: 板垣祐介
  - インディーズ3rdシングル
8. 学級委員長
  - 作詞・作曲: つんく、編曲: 鈴木Daichi秀行
9. しっかりしてよ! もう
  - 作詞・作曲: つんく、編曲: 宅見将典
10. オトナになるって難しい!!!
  - 作詞・作曲: つんく、編曲: 板垣祐介
  - インディーズ4thシングル
11. あすはデートなのに、今すぐ声が聞きたい
  - 作詞・作曲: つんく、編曲: AKIRA
  - インディーズ2ndシングル
12. ぁまのじゃく
  - 作詞・作曲: つんく、編曲: 藤澤慶昌
  - インディーズデビューシングル

### 初回生産限定盤付属DVD収録内容
1. 夢見る 15歳(Web Mix Ver.)
2. ○○ がんばらなくてもええねんで!!（各メンバーの featuring Ver.）
3. アルバムジャケット撮影メイキング
4. 夢見る 15歳(TV-SPOT AR Ver.)18 TYPE
5. スマイレージTwitter講座

## 参加メンバー
- 1期：和田彩花、前田憂佳、福田花音、小川紗季

## 参加ミュージシャン
- 山崎淳 - プログラミング、ギター&ベース(1)
- CHINO - コーラス(1,4,5,6,8,9,12)
- つんく♂ - コーラス(1,2,6,10)
- セイシン - コーラス(1)
- KOJI - コーラス(1)
- 藤澤慶昌 - プロブラミング&ギター(2)、プログラミング(12)
- 竹内浩明 - コーラス(2)
- U.M.E.D.Y - ラップ(2)
- 鈴木俊介 - プログラミング&ギター(3)
- 平田祥一郎 - プログラミング(4)
- 湯浅公一 - プログラミング&ギター(5)
- 高橋諭一 - プログラミング&ギター(6)
- スティング宮本 - ベース(6)
- 高尾俊行 - ドラムス(6)
- 板垣祐介 - プログラミング&ギター(7,10)
- 鈴木Daichi秀行 - プログラミング&ギター(8)
- 宅見将典 - プログラミング&ギター(9)
- AKIRA - プログラミング(11)
- スマイレージ - コーラス(11)

## 発売記念イベント
2010年12月11日にステラタウン・12日にトレッサ横浜にてイベントが行われた。

## カバー
シューティング スター
- ℃-want you! - トリビュートアルバム『シューティング スター』（2024年11月11日発売）に収録。